# Cseresnyés István (újságíró)
Felsőőri és szentgyörgyvölgyi Cseresnyés István (Makó, 1837. szeptember 1. – Makó, 1866. október 10.) jogász, újságíró, sakkozó.

## Élete
Cseresnyés István, Csanád megye tiszti főügyésze és karácsonfalvai Pák Mária fia volt.
Gimnáziumi tanulmányait Pesten végezte. A pesti egyetemen jogot hallgatott, de egyetemi tanulmányait korai halála miatt nem fejezte be. A Vasárnapi Ujságnak több éven át munkatársa, 1860-1866 között a sakkrovat vezetője. Ő írta a lap „Tárház” című anyagát is, amelyben az irodalom, művészet, közintézetek, egyletek, a külföld és a vidék hírei, valamint a „Mi újság?” szerepelt.
A kor legkitűnőbb sakkjátékosainak egyike volt. 1865-ben és 1866-ban is megnyerte a Pesti Sakk-kör versenyét. Pesten már alig mérkőzhetett vele valaki. Megoldott minden feladványt, s többször játszott háttal fordulva egyszerre négy táblán négy ellenféllel. Akadtak külföldiek, kik csupán azért jöttek Pestre, hogy Cseresnyéssel sakkozhassanak. Ügyessége és éles felfogása bámulandó volt minden egyéb játékban is, mint például dominó- és kártyajátékban, a tekeasztalon stb. Erkel Ferenc, a Pesti Sakk-kör akkori elnöke, így búcsúzott tőle: „Ez a fiatalember kezdhette volna meg a magyar sakkozók diadalmas nemzetközi szereplését.”.
Szerepe volt a sakkterminológia meghonosításában. A sakkjáték magyar műszavai című cikkében a király, vezér, futár, huszár, bástya és gyalog elnevezés mellett foglalt állást; és a mező, világos, sötét, elsáncolás, ütés, remis, patt kifejezéseket is használja. Később a játszma szó is feltűnik írásaiban. A mai gyakorlattól csak ott tér el, hogy a matt helyett, a mat szót ajánlja, egy t-vel. Indoka: a szankszrit math = halál szónak felel meg.
1866-ban tüdőbajban hunyt el Makón. A makói régi református temetőben nyugszik.